# Mohamed Magassouba
Mohamed Magassouba (ur. 1 stycznia 1958) – malijski trener piłkarski. Od 2017 jest selekcjonerem reprezentacji Mali.

## Kariera trenerska
Magassouba dwukrotnie prowadził reprezentację Demokratycznej Republiki Konga w latach 1997 i 2000. W 2017 roku objął reprezentację Mali, którą prowadził w Pucharze Narodów Afryki 2019 i Pucharze Narodów Afryki 2021.
Magassouba jako trener prowadził również zairskie FC Saint Eloi Lupopo (1992), AS Vita Club (1993) i DC Motema Pembe (1995), gaboński Delta Téléstar (2004-2006) i rodzimy Stade Malien (2006-2007).